# Hans-Jürgen Kuhn
Hans-Jürgen Kuhn (* 18. Mai 1953 in Berlin) ist ein deutscher Politiker (AL, später Bündnis 90/Die Grünen). Er war von 1987 bis 1989 Mitglied des Berliner Abgeordnetenhauses und von 1989 bis 1990 Staatssekretär in der Senatsverwaltung für Schulwesen, Berufsbildung und Sport.

## Leben
Kuhn wuchs in Berlin und absolvierte 1973 sein Abitur. Später war er von 1978 bis 1987 Lehrer mit den Fächern Arbeitslehre und Chemie an der Kopernikus-Gesamtschule in Berlin. 
Im April 1987 konnte Kuhn wegen des Rotationsprinzips der AL in das Abgeordnetenhaus von Berlin nachrücken und wurde bildungs- und sportpolitischen Sprechers seiner Fraktion. Nach der Berliner Wahl 1989 wurde er Staatssekretär unter der Senatorin Sybille Volkholz (AL) in der Senatsverwaltung für Schulwesen, Berufsbildung und Sport. Nach dem Regierungswechsel 1990 schied er aus.
Von 1991 bis 2013 war er anschließend Referatsleiter im Ministerium für Bildung, Jugend und Sport des Landes Brandenburg. Dort war er bis 2000 Leiter der Schulaufsicht der Sekundarstufe I und von 2000 bis 2013 Leiter des Referates Qualitätsentwicklung und -sicherung, Schulentwicklung, Schulforschung.
Im Jahr 2006 wurde er Gründungsgeschäftsführer des Instituts für Schulqualität der Länder Berlin und Brandenburg (ISQ). Zudem war er von 2008 bis 2009 Vorsitzender der Schulkommission sowie 2011 Sprecher des Netzwerks Bildung der Heinrich-Böll-Stiftung.
Er wurde 2011 Sprecher der Bundesarbeitsgemeinschaft Bildung von Bündnis 90/Die Grünen und ist seit 2014 freiberuflich als Gutachter und Autor zu Bildungsfragen tätig.